# Договор Метуэна
Договор Метуэ́на, или Метуэнский договор (англ. Methuen Treaty; порт. Tratado de Methuen) — торговое соглашение, заключённое в разгар Войны за испанское наследство двумя давними союзниками — Англией и Португалией. Заключён 27 декабря 1703 года в Лиссабоне. Получил своё название по имени лорда Метуэна (Methuen), английского посланника в Португалии, подписавшего договор.
Договор Метуэна являлся дополнением к Лиссабонскому договору 1703 года. Англия получала право ввозить беспошлинно в Португалию свои шерстяные изделия, что ранее не позволялось никаким государствам. В обмен на это Португалия получала право ввозить в Англию свои вина на льготных условиях (скидка пошлины на 1/3 по сравнению с пошлиной, взимавшейся с французских вин). Предоставленные Англии преимущества позволили последней в короткий срок овладеть почти всей торговлей Португалии (уже к 1775 году торговля Англии с Лиссабоном в 2,5 раза превышала торговлю с этим портом всех других стран, вместе взятых) и вместе с тем подавить развитие местной промышленности, что обусловило экономическую, а затем и политическую зависимость Португалии от Англии, продлившуюся вплоть до мировых войн, несмотря на то, что в 1836 году Метуэнский договор был формально отменен. По оценке португальского историка Лимы:

«за несколько бочек вина Португалия… переложила из своего кармана в карман негоциантов Лондона и Ливерпуля свыше 2 млрд фр.»

Договор стал переломным событием в истории португальского виноделия. Многие негоцианты с Британских островов закрепились в Порту и занялись производством десертных креплёных вин, ставших известных в Европе под названием портвейна.